# Вомперский, Валентин Павлович
Валентин Павлович Вомперский (3 июня 1924, Борисоглебск — 16 декабря 1995, Москва) — советский и российский лингвист (русист), профессор, 1959—1962 и. о. зав. кафедрой стилистики русского языка факультета журналистики МГУ. С 1978 года член Международной ассоциации истории риторики.

## Биография
Окончил Борисоглебский учительский институт, затем филологический факультет МГУ (1950).
В 1950 году принят в аспирантуру кафедры русского языка филологического факультета МГУ, в 1954 году защитил кандидатскую диссертацию «Лексика и фразеология произведений Салтыкова-Щедрина 80-х годов : О роли просторечия в языке сатиры».
В 1953—1982 годах работал на кафедре стилистики русского языка факультета журналистики МГУ, с 1957 года — доцент. Защитил докторскую диссертацию в двух томах «Очерки по истории стилистических теорий в русском литературном языке XVII — первой половины XVIII веках» (1970), утверждён в степени доктора филологических наук (1971), с 1972 года — профессор.
В 1972—1974 годах — приглашенный профессор славянских отделений Гейдельбергского и Геттингенского университетов
В 1983—1990 годах — заместитель директора Института русского языка АН СССР, в 1983—1995 годах — заведующий сектором лингвистического источниковедения и истории литературного языка ИРЯ РАН.
В 1970—1989 годах — член редколлегии, в 1989—1995 годах — главный редактор журнала «Русская речь».

## Работы
Автор более 120 научных работ, в том числе монографии:
- Стилистическое учение М. В. Ломоносова и теория трех стилей. — М.: Изд. Моск. ун-та, 1971. — 210 с.
- Словари XVIII века: Библиографический указатель / Отв. ред. Н. И. Толстой. АН СССР. Ин-т Русского языка. — М.: Наука, 1974, 1986. — 136 с.
- Валентин Вомперский, Мария Панюшева, Тамара Почтенная, Григорий Солганик, Наталья Формановская, Вера Бабайцева, Леонард Максимов. Современный русский язык. — (4 издания). — М.: Просвещение, 1971—1984. — 848 с.
- Сборник упражнений по современному русскому языку. Синтаксис : учебное пособие для вузов по специальности «Журналистика». — М.: Высшая школа, 1981. — 167 с.

## Награды
Почетные грамоты Союза журналистов за активную работу в творческих секциях Союза, благодарность от руководства Минвуза СССР.